# Список видов семейства Actinopodidae
Список всех описанных видов пауков семейства Actinopodidae на 15 апреля 2013 года.

## Actinopus
Actinopus Perty, 1833
- Actinopus caraiba (Simon, 1889) — Венесуэла
- Actinopus crassipes (Keyserling, 1891) — Бразилия, Парагвай, Аргентина
- Actinopus cucutaensis Mello-Leitao, 1941 — Колумбия
- Actinopus dubiomaculatus Mello-Leitao, 1923 — Бразилия
- Actinopus echinus Mello-Leitao, 1949 — Бразилия
- Actinopus fractus Mello-Leitao, 1920 — Бразилия
- Actinopus harti Pocock, 1895 — Тринидад
- Actinopus insignis (Holmberg, 1881) — Аргентина
- Actinopus liodon (Ausserer, 1875) — Уругвай
- Actinopus longipalpis C. L. Koch, 1842 — Уругвай
- Actinopus nattereri (Doleschall, 1871) — Бразилия
- Actinopus nigripes (Lucas, 1834) — Бразилия
- Actinopus paranensis Mello-Leitao, 1920 — Аргентина
- Actinopus pertyi Lucas, 1843 — Южная Америка
- Actinopus piceus (Ausserer, 1871) — Бразилия
- Actinopus princeps Chamberlin, 1917 — Бразилия
- Actinopus pusillus Mello-Leitao, 1920 — Бразилия
- Actinopus robustus (O. P.-Cambridge, 1892) — Панама
- Actinopus rojasi (Simon, 1889) — Венесуэла
- Actinopus rufibarbis Mello-Leitao, 1930 — Бразилия
- Actinopus rufipes (Lucas, 1834) — Бразилия
- Actinopus scalops (Simon, 1889) — Венесуэла
- Actinopus tarsalis Perty, 1833 — Бразилия
- Actinopus trinotatus Mello-Leitao, 1938 — Бразилия
- Actinopus valencianus (Simon, 1889) — Венесуэла
- Actinopus wallacei F. O. P.-Cambridge, 1896 — Бразилия, Боливия
- Actinopus xenus Chamberlin, 1917 — Южная Америка

## Missulena
Missulena Walckenaer, 1805
- Missulena bradleyi Rainbow, 1914 — Новый Южный Уэльс
- Missulena dipsaca Faulder, 1995 — Австралия
- Missulena faulderi Harms & Framenau, 2013 — Западная Австралия
- Missulena granulosa (O. P.-Cambridge, 1869) — Западная Австралия
- Missulena hoggi Womersley, 1943 — Западная Австралия
- Missulena insignis (O. P.-Cambridge, 1877) — Австралия
- Missulena langlandsi Harms & Framenau, 2013 — Западная Австралия
- Missulena occatoria Walckenaer, 1805 — Южная Австралия
- Missulena pruinosa Levitt-Gregg, 1966 — Западная Австралия, Северные территории
- Missulena reflexa Rainbow & Pulleine, 1918 — Южная Австралия
- Missulena rutraspina Faulder, 1995 — Западная Австралия, Южная Австралия, Виктория
- Missulena torbayensis Main, 1996 — Западная Австралия
- Missulena tussulena Goloboff, 1994 — Чили

## Plesiolena
Plesiolena Goloboff & Platnick, 1987
- Plesiolena bonneti (Zapfe, 1961) — Чили
- Plesiolena jorgelina Goloboff, 1994 — Чили